# Tx1000
tx1000シリーズ（てぃーえっくすいちぜろぜろぜろシリーズ）とは、プリンタおよびコンピュータ製造の世界大手ヒューレット・パッカード社の製造するノートパソコンPavilionシリーズの1つ。

## HP Pavilion Notebook PC tx1000/CT
ヒューレット・パッカード社が、2007年1月に発表した、10万円を切る低価格タブレットPC。
主な機能として、
- AMDチップセット採用し低価格化を実現
- Windows Vista対応
- 12.1インチWXGA感圧式タッチパネル搭載
- ツイスト・ディスプレイの搭載
- ALTEC LANSING製ステレオスピーカ
- 1.3メガピクセルCMOS Webカメラ、指紋認証機能搭載（オプション）
- ZEN-design採用

などがある。

## HP Pavilion Notebook PC tx1205/CT
tx1000の価格改定版として同年10月に発表された低価格タブレットPC。価格とともに、プロセッサなどの選択が可能となった。

## HP Pavilion Notebook PC tx2005/CT
tx1000に大幅なアップデートを施したシリーズの事実上の2台目。
主な改良点として、以下の点が挙げられる。
- タッチパネルに、従来の感圧式とともに、デジタイザー方式を採用
- ワコム社の「ペナブル・デュアルタッチテクノロジー」搭載により、指と電子ペンの使い分けが可能
- バッテリ駆動時間の向上
- 重量の減少

が挙げられる。

## HP Pavilion Notebook PC tx2505/CT
tx2005にチップセット「AMD 780G」を搭載、グラフィック関係を強化させた3台目。
変更点として、以下の点が挙げられる。
- AMD 780G（Puma）搭載
- バッテリ駆動時間の向上
- 重量の減少

が挙げられる。

## HP TouchSmart Notebook PC tx2
PavilionからTouchSmartにブランド名を変更した4台目。
変更点として、以下の点が挙げられる。
- タッチパネルがワコム社からイスラエルのN-trig社のDuoSenseに変更
- 6セルバッテリー標準搭載
- バッテリ駆動時間の微減